# Sancos
Sancos (del quechua sankhu, "espeso" o "denso") es una ciudad peruana capital del distrito de Sancos y de la provincia de Huancasancos, ubicada en el departamento de Ayacucho. Según el censo de 2017, cuenta con 4240 hab.

## Clima
| Parámetros climáticos promedio de Huanca Sancos | Parámetros climáticos promedio de Huanca Sancos | Parámetros climáticos promedio de Huanca Sancos | Parámetros climáticos promedio de Huanca Sancos | Parámetros climáticos promedio de Huanca Sancos | Parámetros climáticos promedio de Huanca Sancos | Parámetros climáticos promedio de Huanca Sancos | Parámetros climáticos promedio de Huanca Sancos | Parámetros climáticos promedio de Huanca Sancos | Parámetros climáticos promedio de Huanca Sancos | Parámetros climáticos promedio de Huanca Sancos | Parámetros climáticos promedio de Huanca Sancos | Parámetros climáticos promedio de Huanca Sancos | Parámetros climáticos promedio de Huanca Sancos |
| Mes                                             | Ene.                                            | Feb.                                            | Mar.                                            | Abr.                                            | May.                                            | Jun.                                            | Jul.                                            | Ago.                                            | Sep.                                            | Oct.                                            | Nov.                                            | Dic.                                            | Anual                                           |
| ----------------------------------------------- | ----------------------------------------------- | ----------------------------------------------- | ----------------------------------------------- | ----------------------------------------------- | ----------------------------------------------- | ----------------------------------------------- | ----------------------------------------------- | ----------------------------------------------- | ----------------------------------------------- | ----------------------------------------------- | ----------------------------------------------- | ----------------------------------------------- | ----------------------------------------------- |
| Temp. máx. media (°C)                           | 18.2                                            | 18.1                                            | 17.9                                            | 18.5                                            | 18.5                                            | 17.8                                            | 17.4                                            | 18.4                                            | 19                                              | 20                                              | 20.1                                            | 19                                              | 18.6                                            |
| Temp. media (°C)                                | 11.3                                            | 11.4                                            | 11.2                                            | 11                                              | 10                                              | 8.7                                             | 8.2                                             | 9                                               | 10.2                                            | 11.1                                            | 11.2                                            | 11.3                                            | 10.4                                            |
| Temp. mín. media (°C)                           | 4.5                                             | 4.7                                             | 4.6                                             | 3.6                                             | 1.5                                             | -0.4                                            | -1                                              | -0.4                                            | 1.4                                             | 2.2                                             | 2.4                                             | 3.6                                             | 2.2                                             |
| Fuente: climate-data.org                        |                                                 |                                                 |                                                 |                                                 |                                                 |                                                 |                                                 |                                                 |                                                 |                                                 |                                                 |                                                 |                                                 |